# Gerippte Bänderschnecke
Die Gerippte Bänderschnecke (Caucasotachea vindobonensis, Syn.: Cepaea vindobonensis), auch Gerippte Schnirkelschnecke oder Wiener Schnirkelschnecke ist eine auf dem Land lebende Schnecken-Art aus der Familie der Schnirkelschnecken (Helicidae) aus der Unterordnung der Landlungenschnecken (Stylommatophora). Nach neuen molekulargenetischen Untersuchungen ist sie nicht mehr in die Gattung der Bänderschnecken (Cepaea), sondern in die Gattung Caucasotachea C. Boettger, 1909 zu stellen.

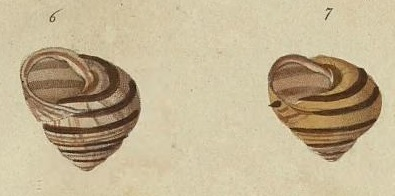
Originalabbildung von Pfeiffer (1828: Taf. 4, Fig. 6–7)

## Merkmale
Das rechtsgewundene Gehäuse ist kugelig mit einem kegeligen Gewinde. Die Breite des Gehäuses beträgt 20 bis 25 mm, die Höhe 17 bis 21 mm. Die im Adultstadium gebildeten 5½ bis 6 Windungen wachsen rasch und regelmäßig an. Das letzte Viertel der Endwindung fällt zunächst nur wenig, zum Mündungsrand hin deutlich aus der Windungsachse der vorigen Windungen ab. Die Mündungsfläche steht etwa im Winkel von 45° zur Windungsachse. Der Mündungsrand ist vor allem im unteren Teil etwas erweitert und nach außen gebogen. Die Mündungslippe ist kräftig und innen und außen hell- bis dunkelbraun gefärbt, verblasst aber zum Spindelrand hin und kann dort fast weiß sein. Der Nabel ist durch den verbreiterten Mündungsrand völlig verdeckt.
Die Schale ist dick und kräftig. Die Oberfläche des weißlichen, gelblichen bis bräunlichgelben Gehäuses ist regelmäßig fein radial gerippt. Die meist vier bis fünf Bänder, unterschiedlicher Breite, Färbung, Intensität der Färbung und unterschiedlichen Abstands zueinander heben sich in der Regel deutlich gegen die Gehäusegrundfarbe ab, die beiden oberen Bänder sind deutlich blasser und schmaler als die übrigen Bänder, und verlaufen auch oft dicht beieinander. Das fünfte Band verläuft an der Gehäuseunterseite meist dicht am Nabel.
Der Weichkörper ist charakteristisch gelblich gefärbt, der Kopf hat oft einen leichten rötlichen Ton. Die Augenträger (obere Fühler) sind aschgrau, die unteren Fühler etwas heller. Die Fußsohle ist gelblichgrau, an den Ränder heller. Die Geschlechtsöffnung sitzt etwa 2 mm nach hinten und unter der Basis des rechten Augenträgers.  Der braune, halbmondförmige Kiefer ist 0,8 mm hoch und 1,8 bis 1,9 mm breit. Er ist mit 3 bis 5 breiten Leisten besetzt, die ein wenig über den Rand ragen. Die Radula ist 4,8 mm lang und 1,6 mm breit. Sie hat 146 Querreihen, eine Querreihe weist 99 Zähne auf, einen symmetrischen Mittelzahn und jeweils 49 Seitenzähne.
Im zwittrigen Geschlechtsapparat ist die gelbbraune Zwitterdrüse traubenförmig. Der Zwittergang ist sehr stark in kurze s-förmige Falten gelegt. Er führt zu dem großen, hornförmigen Eisamenleiter (Spermovidukt), in den am oberen Ende die schmale zungenförmige Eiweißdrüse eingelagert ist. Der freie Eileiter ist viel kürzer als die Vagina. Die Spermathek ist klein rundlich mit einem langen, dünnen Stiel. Dieser ist nahe an der Basis deutlich verdickt. Etwa auf einem Drittel der Länge des Stieles zweigt ein dünnes Divertikulum ab, das etwa so lang ist wie die zwei Hälften der Spermathek mit Stiel ist. Die Samenblase ist sehr klein misst 2 bis 4 mm im Durchmesser. Aus dem vorderen Rand der Vagina entspringt der kurze, dick-keulenförmige, 5 bis 6 mm lange Pfeilsack. Er enthält einen leicht gekrümmten bis fast geraden Liebespfeil von 3 bis 3,5 mm Länge. Er weist einen kurzen Hals, eine lange Klinge von vier, symmetrisch angeordneten Längsleisten und eine mit 10 bis 12 Längsrippen versehenen Krone auf. Die vier symmetrisch angeordneten Längsleisten auf der Klinge verbreitern sich nach außen und werden zur Spitze hin allmählich schmaler. Hinter der Basis des Pfeilsackes entspringen die Glandulae mucosae mit jeweils einem Stiel von 4 bis 9 mm. Die zwei Stämme spalten sich weiter in zwei oder drei Äste auf, die sich weiter unterteilen. Die Äste haben an der Spitze schließlich 11 bis 22 Blindsäckchen.
Im männlichen Genitaltrakt ist der Samenleiter (Vas deferens) sehr kurz und mündet in den Epiphallus. An der Stelle des Eintritts des Samenleiters in den Epiphallus setzt ein sehr langes, fadenförmiges Flagellum an. Es ist so lang oder noch etwas länger als Epiphallus und Penis zusammen. Der Übergang des Epiphallus in den Penis ist durch eine kugelförmige Verdickung markiert. Der Penis ist relativ kurz. Der schlanke Epiphallus ist etwa lang wie der Penis oder etwas länger. Der Penisretraktormuskel inseriert am letzten Drittel des Epiphallus.

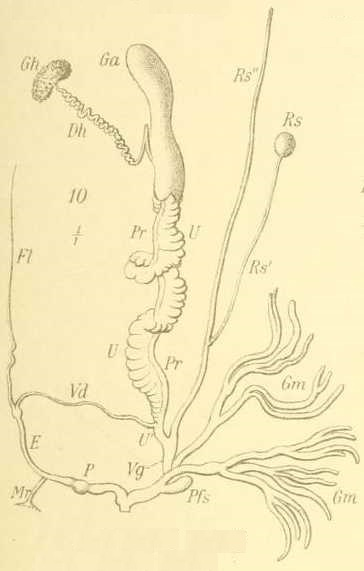
Genitalapparat (aus Hesse 1920: Taf. 643, Fig.10)

## Ähnliche Arten
Im Gegensatz zur Garten-Bänderschnecke (Cepaea hortensis) und zur Hain-Bänderschnecke (Cepaea nemoralis) ist das Gehäuse von weniger leuchtender Farbe, weißlich bis gelb. Die Gehäuse dieser Arten sind nicht rippenstreifig und auf der Unterseite mehr abgeflacht. Bei der Wald-Schnirkelschnecke (Macularia sylvatica) ist die Anwachsstreifung etwas gröber und etwas unregelmäßiger. Bei der Gerippten Bänderschnecke (Caucasotachea vindobonensis) konvergieren oberer und unterer Mündungsrand zum Nabelbereich hin, während bei der Wald-Schnirkelschnecke der obere und untere Rand der Mündung annähernd parallel verlaufen.
Der Liebespfeil der Gerippten Bänderschnecke (Caucasotachea vindobonensis) ist mit 3 bis 3,5 mm deutlich kürzer als der Liebespfeil der Wald-Schnirkelschnecke, das betrifft sowohl Klinge, Hals und Krone. Dabei ist der Liebespfeil annähernd gleich dick, im oberen Klingenbereich ist er bei der Gerippten Bänderschnecke sogar etwas dicker. Ein Paar der Klingenleisten ist außen breiter als das andere Paar der Längsleisten.

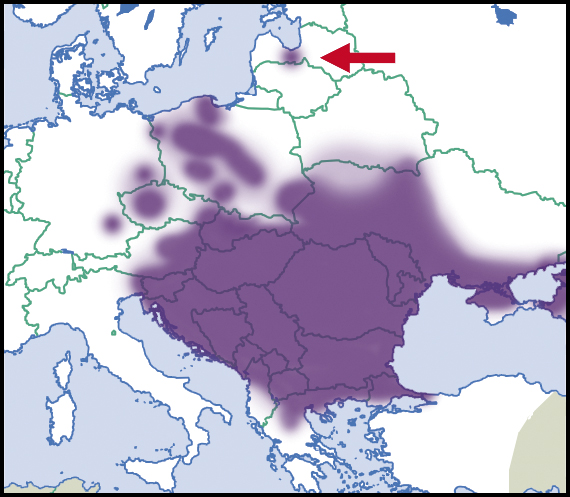
Verbreitung der Art in Europa (nach Welter-Schultes)

## Geographische Verbreitung und Lebensraum
Das Verbreitungsgebiet der Gerippten Bänderschnecke erstreckt sich über die östlichen Alpen, das gesamte Gebiet der Karpaten, die Balkanhalbinsel bis nach Thessalien und den europäischen Anteil der Türkei sowie über das nördliche Schwarzmeergebiet (Moldawien, Ukraine, Krim-Halbinsel) bis in den Kaukasus. Im Norden reicht das Verbreitungsgebiet bis nach Sachsen, Polen, Weißrussland und isoliert in Lettland. und dem westlichen Russland. In den Alpen steigt sie bis auf 1.500 m über dem Meeresspiegel an. Im 19. Jahrhundert wurde die Art an der Ruine Donaustauf unterhalb Regensburg von einem malakologisch interessierten Pfarrer zusammen mit einigen anderen Arten aus Österreich ausgesetzt. Hier ist sie inzwischen fest etabliert.

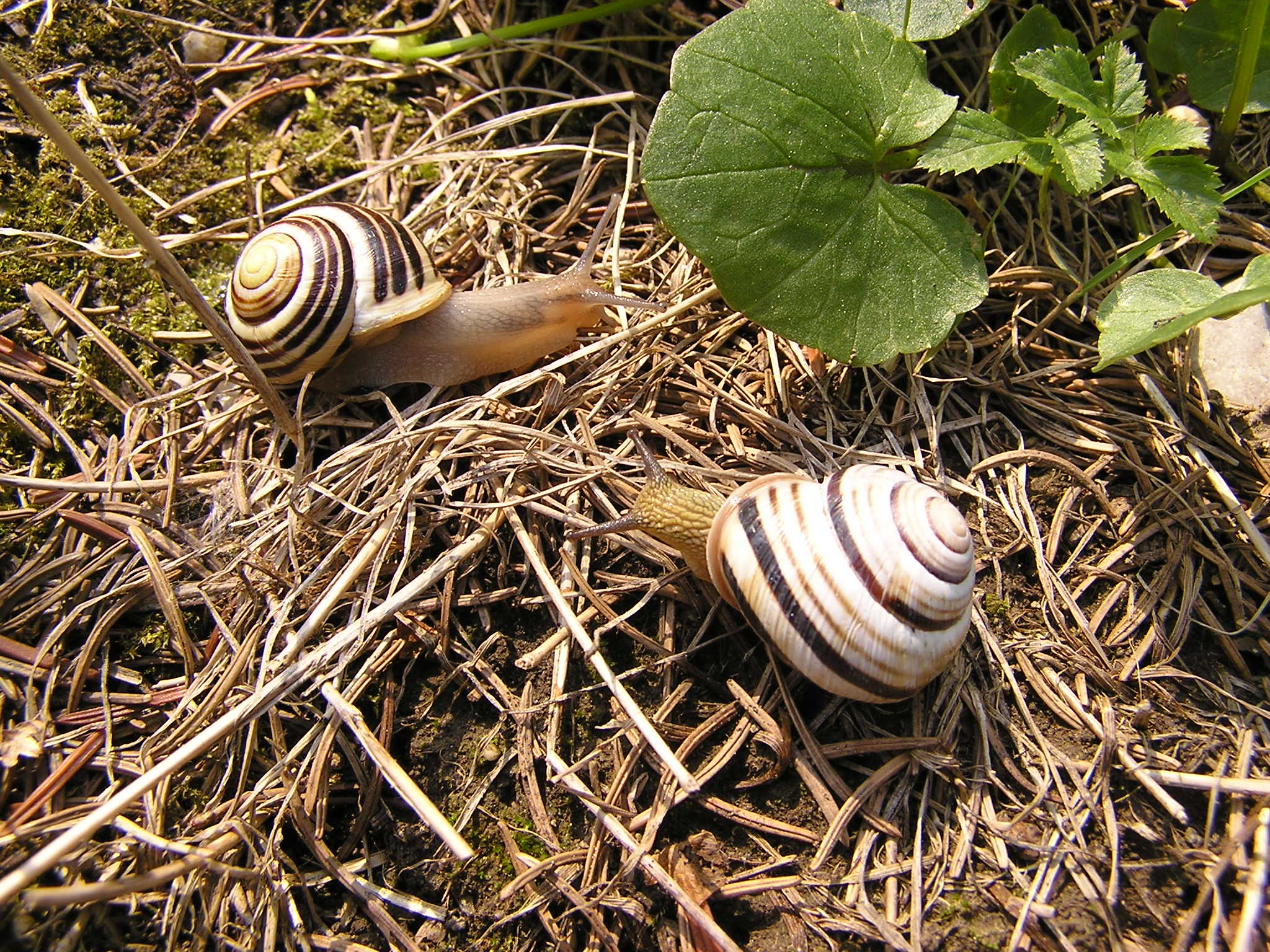
Gartenbänderschnecke (links) und Gerippte Bänderschnecke kommen in einem Teil des Verbreitungsraums gemeinsam vor

Die Schnecke kommt in lichten Gebüschen und in Gestrüpp, an Steppen- und Felshängen, in Ebenen und warmen Hügelländern vor.

## Lebensweise
Über die Lebensweise dieser Art ist vergleichsweise wenig bekannt. Nach einer Studie von Alexandra Staikou, die in der Nähe von Edessa in Griechenland durchgeführt wurde, benötigen die Tiere sieben Jahre, bis sie ihre Maximalgröße erreicht haben. Bei längerer Trockenheit und Hitze fallen die Tiere in Trockenschlaf.
Vermutlich fressen sie (auch?) frisches Grün (Brennnesseln). Nach Ewald Frömming werden die Tiere im Durchschnitt nur drei Jahre alt.

## Taxonomie
Der wissenschaftliche Name der Gerippten Bänderschnecke, Cepaea vindobonensis, lautet wörtlich übersetzt „Wienerische Bänderschnecke“. Das Taxon wurde 1828 von Carl Jonas Pfeiffer als Helix vindobonensis aufgestellt. In älteren Arbeiten ist häufig noch Férussac als Autor angegeben. Er hat diese Art aber nicht beschrieben. Es ist de facto die Typusart der Untergattung Cepaea (Austrotachea) Pfeffer, 1930. Die Untergattung beruht auf minimalen Unterschieden im Geschlechtsapparat; daher wird sie auch von den meisten Autoren nicht benutzt.
Das Taxon ist allgemein anerkannt. Allerdings hat die Gattungszugehörigkeit erst 2016 gewechselt. Bereits Ewald Frömming merkte an, dass die Gerippte Bänderschnecke mit den beiden anderen Bänderschneckenarten nicht näher verwandt ist; diese sind untereinander näher verwandt. Nach neuen molekularbiologischen Untersuchungen ist die Gerippte Bänderschnecke näher mit den Arten verwandt, die in die Gattung Causacotachea gestellt wurden. Marco T. Neiber, Christina Sagorny und Bernhard Hausdorf befürworten daher die Umgliederung der Art in die Gattung Caucasotachea C. Boettger, 1909. In der Arbeit von Kajtoch et al. (2017) und in der MolluscaBase ist dieser Vorschlag bereits umgesetzt. Die Gerippte Bänderschnecke ist nun nicht mehr der östlichste Vertreter der Gattung Cepaea, sondern der westlichste Vertreter der Gattung Caucasotachea Boettger, 1909. Auch die vorher zur Untergattung Cepaea (Austrotachea) gestellte Art sylvatica wurde aus der Gattung Cepaea ausgegliedert und in die Gattung Macularia gestellt.

## Gefährdung und Naturschutz
Laut der Naturschutzverordnung des Landes Wien steht die Gerippte Bänderschnecke (Cepaea vindobonensis) unter strengem Schutz, darf also nicht gesammelt werden. In Deutschland steht die Gerippte Bänderschnecke sowohl in der Roten Liste Deutschlands wie auch in der Roten Liste Bayern mit der Einstufung vom Aussterben bedroht. In Sachsen ist die Art ausgestorben oder verschollen. Klaus Bogon erwähnt noch 1990 ein Vorkommen „im oberen warmen Elbetal nördlich bis Meißen“. Auf das Gesamtverbreitungsgebiet betrachtet ist die Art nach der Einschätzung der IUCN aber nicht gefährdet.